# 怀州 (渤海国)
怀州，渤海国的怀远府所领九州之一。
怀州治所在今在黑龙江省鹤岗市、双鸭山市附近。926年，辽朝灭渤海，移居怀州的渤海人在上京道设怀州，隶永兴宫，下领扶余、显理两县。辽太宗、辽穆宗葬于怀州附近的辽怀陵，建有清凉殿，为辽国皇帝出巡避暑之地。金朝天会八年（1130年），改为奉德军。皇统三年（1143年）废。 